# Тарасовка (Вольнянский район)
Тарасовка (укр. Тарасівка,
до 2016 года — Чапаевка, укр. Чапаєвка) — село,
Днепровский сельский совет,
Вольнянский район,
Запорожская область,
Украина.
Код КОАТУУ — 2321581305. Население по переписи 2001 года составляло 50 человек.

## Географическое положение
Село Тарасовка находится в 2-х км от левого берега реки Днепр,
ниже по течению на расстоянии в 1 км расположено село Ульяновка.

## История
- Основано в 1920-х годах село Чу́баревка; названо именем тогдашнего украинского советского деятеля Власа Чу́баря.
- В 1940-х годах село было переименовано в Чапа́евка, поскольку Чубарь был репрессирован в июле 1938 года; село же было переименовано в честь погибшего красного героя Гражданской войны, командира дивизии В. И. Чапаева.
- В мае 2016 года постановлением № 1353-VIII[3] название села было «декоммунизировано»[4] ВРУ и переименовано ими в село Тара́совка.